# Dicamptodon aterrimus
Dicamptodon aterrimus är en groddjursart som först beskrevs av Cope 1868.  Dicamptodon aterrimus ingår i släktet Dicamptodon och familjen västliga mullvadssalamandrar. IUCN kategoriserar arten globalt som livskraftig. Inga underarter finns listade i Catalogue of Life.